# Ghouta
La Ghûta ou oasis de Damas — le mot arabe ghouta ou ghoûta (الغوطة, al-ġūṭa) signifie oasis, dépression, jardin — désigne les terres cultivées qui entourent Damas (Syrie) et qui constituent une oasis dans le désert de Syrie. L'eau qui irrigue cette oasis vient principalement du Barada, une rivière qui descend de l'Anti-Liban dans une gorge étroite. Le Barada a été aménagé et son eau captée pour irriguer toute la plaine. Les eaux restantes s'évaporent et s'infiltrent dans le sol du lac marécageux en bordure du désert à l’est de Damas, le Bahîra `Atayba (بحيرة عتيبة). 
Ces travaux d'irrigation remontent à l'Antiquité. L’essentiel de l’eau du Barada ne suit pas son cours naturel, car depuis l’Antiquité, les Nabatéens, les Araméens et les Romains ont construit et entretenu un système de captages pour permettre l’irrigation de la plaine créant ainsi la Ghoûta. L'extension actuelle de la ville de Damas stérilise de plus en plus de terres arables autour de la ville. L'absence actuelle de nouvelles ressources en eau pose un problème pour la ville de Damas, puisqu'il faut laisser à l'agriculture sa part de l'eau du Barada. Les projets de captage d'eau dans le Golan ont été abandonnés depuis l'occupation du plateau par Israël en 1973.
La Ghouta orientale, qui couvre une plaine agricole au nord-est de Damas, sur laquelle vivent plus d'un million de personnes avant la guerre civile, comprend la ville de Douma.
La Ghouta occidentale se situe au sud-ouest de la capitale syrienne.

## Guerre civile syrienne
Pendant la révolution syrienne, en 2011, les villes de la région se soulèvent, et pendant la guerre civile qui suit, la majeure partie passe sous contrôle des rebelles, opposés à Bachar el-Assad. De nombreuses villes sont assiégées pendant plusieurs années par les forces gouvernementales, les dernières villes sont évacuées et reprises par le régime en avril 2018 après une série d'attaques chimiques menées par l'armée syrienne, dont plus particulièrement l'attaque chimique de Douma du 7 avril 2018.